# Campionat de Balears de futbol
El Campionat de Balears de futbol va ser la màxima competició d'aquest esport disputada a les Illes Balears. Es va disputar des de 1908, primer de manera oficiosa, des de 1923 sota l'auspici de la Federació Catalana de Futbol i des de 1926 organitzat per la Federació de Futbol de les Illes Balears.
Es va disputar entre els campions de dues de les illes de l'arxipèlag, Mallorca i Menorca, futbolísticament molt més avançades que a l'illa d'Eivissa i Formentera en aquells anys. Prèviament a cada illa es disputava el campionat insular en format de lliga (a Mallorca des de 1904 i a Menorca des de 1906), mentre que el campionat balear es jugava a un o dos partits.
A partir de l'any 1928 els primers classificats del campionat participaven en la Copa d'Espanya.
Es va jugar fins 1940, quan els campionats regionals de l'Estat espanyol es varen convertir en divisions inferiors de la Lliga Espanyola de futbol.

## Història

### Campionats no oficials (1908-23)
Després de l'arribada de la pràctica futbolística a les illes devers 1902 es varen disputar esporàdicament, per iniciativa privada i sense regularitat diversos campionats oficiosos d'àmbit insular a Mallorca i Menorca, fins a la creació d'una primera estructura federativa el 1923. Així es van disputar diversos tornejos a Mallorca entre 1904 i 1919 i a Menorca entre 1906 i 1923.. A l'illa d'Eivissa la pràctica futbolística no va sorgir fins 1923, així que amb prou feines va assolir cap protagonisme.
Arran d'aquesta activitat per illes sorgiren campionats d'àmbit balear que varen enfrontar als guanyadors dels campionats insulars.

### Edicions del Comitè Provincial Balear (1923-1926)
L'any 1923 es va fundar el Comitè Provincial Balear, una subdivisió de la Federació Catalana de Futbol encarregada d'organitzar i administrar els primers anys de competició oficial a les Illes Balears fins al naixement d'una federació independent. El nou ens va organitzar els campionats insulars a Mallorca, Menorca i, transitòriament, un a l'illa d'Eivissa de curta vida (1924-1925).
Les competicions del Comitè formaven part de la Segona Categoria de la Federació Catalana de Futbol. No obstant això, aquest nom era enganyós perquè en realitat es tractava d'un tercer nivell de competició, ja que per sobre de Segona existien la Primera A i la Primera B.
Des de la seva organització es va estipular que els guanyadors dels campionats de lliga de Mallorca i Menorca disputarien el campionat balear, fórmula que es va mantenir amb algunes variacions fins a 1940. Entre 1923 i 1926 el Comitè va gestionar aquesta competició fins a independitzar-se de la Federació Catalana de Futbol.
La temporada 1925-26 la competició balear va patir una escissió que va organitzar la seva pròpia competició paral·lela, la Federació Balear de Futbol Associació, i que va afectar totes les illes. Aquesta escissió es va resoldre poc abans de finalitzar la temporada i just a temps per organitzar la naixent Federació de Futbol de les Illes Balears.

### Edicions de la Federació de Futbol de les Illes Balears (1926-1940)
El 21 de juny de 1926 la Federació Espanyola de Futbol va aprovar la constitució de la Federació de Futbol de les Illes Balears. Des de llavors el nou ens federatiu va ser plenament autònom per organitzar les competicions locals, tal com feien la resta de campionats de futbol d'Espanya d'àmbit regional.
La temporada 1927-28 la competició va patir una nova escissió poc abans de començar. Els equips escindits es varen agrupar en l'anomenat Bloc de Defensa Balear, que varen organitzar la seva pròpia competició en totes les illes. Sengles competicions varen disputar-se en paral·lel fins al terç final de la temporada, en què es va produir la reunificació i les competicions del Bloc varen quedar inacabades.
Des de la temporada 1927-28 el campió balear va tenir dret a disputar la Copa d'Espanya. El primer equip a fer-ho va ser la Unió Esportiva Maó, que va perdre davant el subcampió del Campionat de Catalunya, el Club Esportiu Europa.
Entre 1929 i 1933 el campionat balear no es va jugar per l'expulsió dels equips menorquins de la Federació balear. Durant aquests anys l'únic campionat insular jugat va ser el de Mallorca per la qual cosa, tàcitament, també va ser campionat balear.
Durant la Guerra Civil espanyola el campionat balear va deixar de disputar-se pel fet que el campionat menorquí va deixar de jugar-se, ja que les dues illes van estar en bàndols diferents fins gairebé el final de la contesa.
El 1940 els campionats insulars varen ser convertits en categories inferiors de la Lliga espanyola, tal com va succeir amb la resta de campionats regionals. El Campionat de Balears com a tal es va seguir disputant a títol honorífic entre els campions de Primera Regional de Mallorca i Menorca (nova denominació dels campionats insulars) i sense variar la fórmula de disputa. En qualsevol cas, va anar perdent gradualment importància a mesura que els principals clubs de les illes ascendien a categories estatals. Es va disputar fins a la temporada 1977-78, transformat en fase d'ascens i reanomenat com a tal.

## Resultats
En total es varen disputar 12 edicions del campionat balear, de les quals vuit varen ser guanyades per equips de Mallorca i 4 per equips de Menorca.
Noms i banderes dels equips segons l'època.
| Temporada                                                       | Campió                                                                          | Resultat                                                                        | Subcampió                                                                       | Notes |
| Campionat de Balears (edicions no oficials)                     | Campionat de Balears (edicions no oficials)                                     | Campionat de Balears (edicions no oficials)                                     | Campionat de Balears (edicions no oficials)                                     | Campionat de Balears (edicions no oficials)                                                                     |
| --------------------------------------------------------------- | ------------------------------------------------------------------------------- | ------------------------------------------------------------------------------- | ------------------------------------------------------------------------------- | --- |
| 1908-09                                                         | Club Mahonés                                                                    | 1 – 0, 2 – 1                                                                    | Veloç Sport Balear                                                              | Primer torneig oficiós. Organitzat pel Veloç Sport Balear. A doble partit.                                      |
| 1915-16                                                         | Veloç Sport Balear                                                              | --                                                                              | Mahón FC                                                                        | Organitzat pel Veloç Sport Balear. El Mahón FC es va retirar abans de disputar l'encontre.                      |
| 1919                                                            | RS Alfons XIII FC                                                               | 1 – 0, 0 – 1, 3 – 0                                                             | Mahón FC                                                                        | Organitzat pel RS Alfons XIII FC A doble partit. Fou necessari un desempat.                                     |
| Campionat de Balears (Comitè Provincial Balear de Fútbol)       |                                                                                 |                                                                                 |                                                                                 | |
| 1923-24                                                         | RS Alfons XIII FC                                                               | 4 – 1, 1 – 1                                                                    | US Mahón                                                                        | Primer torneig del Comitè Provincial Balear. A doble partit.                                                    |
| 1924-25                                                         | RS Alfons XIII FC                                                               | 2 – 1, 1 – 0                                                                    | Mahón FC                                                                        | A doble partit.                                                                                                 |
| 1925-26                                                         | US Mahón                                                                        | 1 – 1, 2 – 1                                                                    | RS Alfons XIII FC                                                               | A doble partit.                                                                                                 |
| 1925-26 (esc.)                                                  | Mahón FC                                                                        | 2 – 1, 2 – 0                                                                    | Regional FC                                                                     | A doble partit.                                                                                                 |
| Campionat de Balears (Federació de Futbol de les Illes Balears) |                                                                                 |                                                                                 |                                                                                 | |
| 1926-27                                                         | RS Alfons XIII FC                                                               | 1 – 0                                                                           | US Mahón                                                                        | Primer torneig de la Federació de Futbol de les Illes Balears. Semifinals a doble partit i final a partit únic. |
| 1927-28                                                         | US Mahón                                                                        | 1 – 0                                                                           | Balears FC                                                                      | Semifinals a doble partit i final a partit únic.                                                                |
| 1927-28 (esc.)                                                  | No es va disputar                                                               | No es va disputar                                                               | No es va disputar                                                               | No es va disputar                                                                                               |
| 1928-29                                                         | RS Alfons XIII FC                                                               | 5 – 1                                                                           | US Mahón                                                                        | Semifinals a doble partit i final a partit únic.                                                                |
| 1929-30                                                         | No es va disputar per l'expulsió dels equips menorquins de la Federació Balear. | No es va disputar per l'expulsió dels equips menorquins de la Federació Balear. | No es va disputar per l'expulsió dels equips menorquins de la Federació Balear. | No es va disputar per l'expulsió dels equips menorquins de la Federació Balear.                                 |
| 1930-31                                                         | No es va disputar per l'expulsió dels equips menorquins de la Federació Balear. | No es va disputar per l'expulsió dels equips menorquins de la Federació Balear. | No es va disputar per l'expulsió dels equips menorquins de la Federació Balear. | No es va disputar per l'expulsió dels equips menorquins de la Federació Balear.                                 |
| 1931-32                                                         | No es va disputar per l'expulsió dels equips menorquins de la Federació Balear. | No es va disputar per l'expulsió dels equips menorquins de la Federació Balear. | No es va disputar per l'expulsió dels equips menorquins de la Federació Balear. | No es va disputar per l'expulsió dels equips menorquins de la Federació Balear.                                 |
| 1932-33                                                         | No es va disputar per l'expulsió dels equips menorquins de la Federació Balear. | No es va disputar per l'expulsió dels equips menorquins de la Federació Balear. | No es va disputar per l'expulsió dels equips menorquins de la Federació Balear. | No es va disputar per l'expulsió dels equips menorquins de la Federació Balear.                                 |
| 1933-34                                                         | Constància FC                                                                   | --                                                                              | CD Ciutadella                                                                   | A partit únic. No es va disputar per manca de dates per a la seva disputa.                                      |
| 1934-35                                                         | Constància FC                                                                   | 2 – 1                                                                           | CD Ciutadella                                                                   | A partit únic.                                                                                                  |
| 1935-36                                                         | CD Mallorca                                                                     | 4 – 1                                                                           | CD Ciutadella                                                                   | A partit únic.                                                                                                  |
| 1936-37                                                         | No es va disputar a causa de la Guerra Civil espanyola.                         | No es va disputar a causa de la Guerra Civil espanyola.                         | No es va disputar a causa de la Guerra Civil espanyola.                         | No es va disputar a causa de la Guerra Civil espanyola.                                                         |
| 1937-38                                                         | No es va disputar a causa de la Guerra Civil espanyola.                         | No es va disputar a causa de la Guerra Civil espanyola.                         | No es va disputar a causa de la Guerra Civil espanyola.                         | No es va disputar a causa de la Guerra Civil espanyola.                                                         |
| 1938-39                                                         | No es va disputar a causa de la Guerra Civil espanyola.                         | No es va disputar a causa de la Guerra Civil espanyola.                         | No es va disputar a causa de la Guerra Civil espanyola.                         | No es va disputar a causa de la Guerra Civil espanyola.                                                         |
| 1939-40                                                         | No es va jugar perquè el Campionat de Menorca no es va disputar.                | No es va jugar perquè el Campionat de Menorca no es va disputar.                | No es va jugar perquè el Campionat de Menorca no es va disputar.                | No es va jugar perquè el Campionat de Menorca no es va disputar.                                                |

*(esc.): campionats organitzats per competicions de clubs escindits de la Federació.

### Palmarès
L'equip més llorejat es el Reial Club Deportiu Mallorca amb les seves denominacions anteriors: RS Alfons XIII FC (entre 1916 i 1931) i CD Mallorca (entre 1931 i 1948), amb un total de sis campionats. A gran distància li segueix la Unió Esportiva Maó (llavors Unión Sportiva Mahón), amb dos. La resta d'equips de l'època figuren amb un sol títol.
Noms i banderes dels equips segons l'època.
| Equip                          | Títols | Subcampionats | Anys campionats                    | Anys subcampionats |
| ------------------------------ | ------ | ------------- | ---------------------------------- | ------------------ |
| RS Alfons XIII FC/CD Mallorca  | 6      | 1             | 1919, 1924, 1925, 1927, 1929, 1936 | 1926               |
| US Mahón                       | 2      | 3             | 1926, 1928                         | 1924, 1927, 1929   |
| Veloç Sport Balear             | 1      | 1             | 1916                               | 1909               |
| Menorca FC/Mahón FC/CD Menorca | 1      | 1             | 1926                               | 1925               |
| Club Mahonés                   | 1      | 0             | 1909                               | --                 |
| Constància FC                  | 1      | 0             | 1935                               | --                 |
| Mahón FC                       | 0      | 2             | --                                 | 1916, 1919         |
| CD Ciutadella                  | 0      | 2             | --                                 | 1935, 1936         |
| Regional FC                    | 0      | 1             | --                                 | 1926               |
| Balears FC                     | 0      | 1             | --                                 | 1928               |

En cursiva apareixen els campionats no oficials

## Els campionats insulars

### Campionat de Mallorca
En total es varen disputar 25 edicions del campionat mallorquí. Entre 1904 i 1919 es varen disputar diverses edicions oficioses, que en alguns casos (1908-09, 1915-16 i 1919) varen ser la fase prèvia del campionat balear.
A partir de la instauració de la competició federada l'any 1923 el campió es classificava automàticament per disputar la fase final del Campionat de Balears. Entre 1926 i 1929 també es classificava el subcampió.
El campionat mallorquí va començar amb la disputa d'una única categoria en la temporada 1923-24. A partir de la 1924-25 es va organitzar la segona i, a partir de la 1928-29, una tercera categoria.
A diferència de la majoria de campionats regionals es va disputar durant tota la Guerra Civil espanyola en totes les categories, encara que amb creixents dificultats, i es va mantenir fins al final de la contesa. Aquestes edicions no estan reconegudes per la Federació Espanyola de Futbol com a oficials.
Noms i banderes dels equips segons l'època.
| Temporada                                                        | Campió                                                         | Segon                                                          | Tercer                                                         | Notes |
| Campionat de Mallorca (torneig oficiós)                          | Campionat de Mallorca (torneig oficiós)                        | Campionat de Mallorca (torneig oficiós)                        | Campionat de Mallorca (torneig oficiós)                        | Campionat de Mallorca (torneig oficiós)                                                                           |
| ---------------------------------------------------------------- | -------------------------------------------------------------- | -------------------------------------------------------------- | -------------------------------------------------------------- | --- |
| 1904                                                             | Veloç Sport Balear                                             | FBC Balear                                                     | Nuevo Balear                                                   | Disputat per 4 equips. Organitzat pel Club Espanya.                                                               |
| 1908-09                                                          | Veloç Sport Balear                                             | FBC Unión                                                      | Club Espanya (retirat)                                         | Disputat per 4 equips. Primera fase del Campionat de Balears. Organitzat por el Veloç Sport Balear.               |
| 1910 (s/t)                                                       | Veloç Sport Balear                                             | FC Inca                                                        | Mallorquín                                                     | Disputat per 5 equips. Organitzat pel Centro Instructivo d'Inca (Mallorca).                                       |
| 1913 (s/t)                                                       | Veloç Sport Balear                                             | Palmesano FC                                                   | Constantino                                                    | Disputat per 8 equips. Organitzat pel Veloç Sport Balear.                                                         |
| 1915-16                                                          | Veloç Sport Balear                                             | X                                                              | Palmesano FC (retirat)                                         | Disputat per 7 equips. Primera fase del Campionat de Balears. Organitzat pel Veloç Sport Balear.                  |
| 1917                                                             | RS Alfons XIII FC                                              | RS Alfons XIII FC B                                            | La Veda (retirat)                                              | Disputat per 4 equips. Organitzat per la RS Alfons XIII FC.                                                       |
| 1919                                                             | RS Alfons XIII FC                                              | FC Manacor                                                     | --                                                             | Disputat per 5 equips i partit final. Primera fase del Campionat de Balears. Organitzat per la RS Alfons XIII FC. |
| Campionat de Mallorca (Comitè Provincial Balear de Futbol)       |                                                                |                                                                |                                                                | |
| 1923-24                                                          | RS Alfons XIII FC                                              | Regional FC                                                    | Balears FC                                                     | Disputat por 4 equips.                                                                                            |
| 1924-25                                                          | RS Alfons XIII FC                                              | Balears FC                                                     | Regional FC                                                    | Disputat per 5 equips.                                                                                            |
| 1925-26                                                          | RS Alfons XIII FC                                              | FC Manacor                                                     | CM Felanitx                                                    | Disputat per 4 equips.                                                                                            |
| 1925-26 (esc.)                                                   | Regional FC                                                    | Balears FC                                                     | Constància FC                                                  | Disputat per 5 equips.                                                                                            |
| Campionat de Mallorca (Federació de Futbol de les Illes Balears) |                                                                |                                                                |                                                                | |
| 1926-27                                                          | RS Alfons XIII FC                                              | Constància FC                                                  | Balears FC                                                     | Disputat per 6 equips.                                                                                            |
| 1927-28                                                          | Balears FC                                                     | Constància FC                                                  | Felanitx FC                                                    | Disputat per 3 equips.                                                                                            |
| 1927-28 (esc.)                                                   | Disputat per 20 equips en 4 grups, no va arribar a finalitzar. | Disputat per 20 equips en 4 grups, no va arribar a finalitzar. | Disputat per 20 equips en 4 grups, no va arribar a finalitzar. | Disputat per 20 equips en 4 grups, no va arribar a finalitzar.                                                    |
| 1928-29                                                          | RS Alfons XIII FC                                              | Constància FC                                                  | Balears FC                                                     | Disputat per 4 equips.                                                                                            |
| 1929-30                                                          | RS Alfons XIII FC                                              | Balears FC                                                     | Athletic FC                                                    | Disputat per 4 equips.                                                                                            |
| 1930-31                                                          | RS Alfons XIII FC                                              | Constància FC                                                  | FC Manacor                                                     | Disputat per 5 equips.                                                                                            |
| 1931-32                                                          | CD Mallorca                                                    | Balears FC                                                     | Constància FC                                                  | Disputat per 5 equips.                                                                                            |
| 1932-33                                                          | Constància FC                                                  | CD Mallorca                                                    | CD Espanya                                                     | Disputat per 6 equips.                                                                                            |
| 1933-34                                                          | Constància FC                                                  | Balears FC                                                     | Athletic FC                                                    | Disputat per 5 equips.                                                                                            |
| 1934-35                                                          | Constància FC                                                  | Balears FC                                                     | CD Mallorca                                                    | Disputat per 5 equips.                                                                                            |
| 1935-36                                                          | CD Mallorca                                                    | Balears FC                                                     | Constància FC                                                  | Disputat per 5 equips.                                                                                            |
| 1936-37                                                          | CD Mallorca                                                    | Balears FC                                                     | Gim. Felanitx                                                  | Disputat per 5 equips.                                                                                            |
| 1937-38                                                          | CD Mallorca                                                    | Constància FC                                                  | Gim. Felanitx                                                  | Disputat per 6 equips.                                                                                            |
| 1938-39                                                          | Constància FC                                                  | Balears FC                                                     | CD Soledad                                                     | Disputat per 5 equips.                                                                                            |
| 1939-40                                                          | Athletic FC                                                    | CD Mallorca                                                    | Constància FC                                                  | Disputat per 5 equips.                                                                                            |

*(s/t): campionat inacabat. 

*(esc.): campionats d'equips escindits de la Federació.

#### Palmarès
L'equip més llorejat és el Reial Club Deportiu Mallorca amb les seves denominacions anteriors (RS Alfons XIII FC i CD Mallorca), amb un total de 13 campionats. A gran distància li segueix l'extint Veloç Sport Balear, amb cinc, i el Constància FC, amb quatre. La resta d'equips de l'època figuren amb un sol títol.
Noms i banderes dels equips segons l'època.
| Equip                         | Títols | Subcampionats | Anys campionats                                                              | Anys subcampionats                                   |
| ----------------------------- | ------ | ------------- | ---------------------------------------------------------------------------- | ---------------------------------------------------- |
| RS Alfons XIII FC/CD Mallorca | 13     | 2             | 1917, 1919, 1924, 1925, 1926, 1927, 1929, 1930, 1931, 1932, 1936, 1937, 1938 | 1933, 1940                                           |
| Veloç Sport Balear            | 5      | 0             | 1904, 1909, 1910, 1913, 1916                                                 | --                                                   |
| Constància FC                 | 4      | 5             | 1933, 1934, 1935, 1939                                                       | 1927, 1928, 1929, 1931, 1938                         |
| Balears FC                    | 1      | 9             | 1928                                                                         | 1925, 1926, 1930, 1932, 1934, 1935, 1936, 1937, 1939 |
| Athletic FC                   | 1      | 0             | 1940                                                                         | --                                                   |
| Regional FC                   | 1      | 1             | 1926                                                                         | 1924                                                 |
| FC Balear                     | 0      | 1             | --                                                                           | 1904                                                 |
| CF Unión                      | 0      | 1             | --                                                                           | 1908                                                 |
| FC Inca                       | 0      | 1             | --                                                                           | 1910                                                 |
| Palmesano FC                  | 0      | 1             | --                                                                           | 1913                                                 |
| X (Veloç Sport Balear B)      | 0      | 1             | --                                                                           | 1916                                                 |
| RS Alfons XIII FC B           | 0      | 1             | --                                                                           | 1917                                                 |
| FC Manacor (*)                | 0      | 1             | --                                                                           | 1919                                                 |
| FC Manacor (*)                | 0      | 1             | --                                                                           | 1926                                                 |

En cursiva apareixen els campionats no oficials. 

(*) Eren equips diferents malgrat la similitud del nom.

### Campionat de Menorca
En total es varen disputar 16 edicions del campionat menorquí. Entre 1906 i 1923 es van disputar diverses edicions oficioses. En alguns casos (1908 i 1916) el campió va disputar el Campionat Balear celebrat poc després, encara que eren competicions independents i aquests s'organitzaven a Mallorca.
A partir de la instauració de la competició federada des de 1923 el campió es classificava automàticament per disputar la fase final del Campionat de Balears, i entre 1926 i 1929 també el subcampió.
A diferència del seu homòleg mallorquí, el campionat va tenir una única divisió durant tota la seva història.
L'any 1929, per desavinences amb l'organisme federatiu, els clubs menorquins varen ser expulsats de la Federació. Des de llavors es varen disputar alguns tornejos oficiosos d'interès decreixent, que acabaren amb la desaparició de part dels clubs de l'època. Aquesta situació va durar fins al 1933, que es va reprendre el campionat regional.
En esclatar la Guerra Civil espanyola es va deixar de disputar, tal com va succeir amb la majoria de campionats regionals de l'Estat. Acabada la guerra no va donar temps de reorganitzar-lo per a la temporada 1939-1940 i directament es va refer com a categoria regional la temporada següent.
Noms i banderes dels equips segons l'època.
| Temporada                                                 | Campió                                                             | Segon                                                              | Tercer                                                             | Notes                                                                                  |
| Campionat de Menorca (torneig oficiós)                    | Campionat de Menorca (torneig oficiós)                             | Campionat de Menorca (torneig oficiós)                             | Campionat de Menorca (torneig oficiós)                             | Campionat de Menorca (torneig oficiós)                                                 |
| --------------------------------------------------------- | ------------------------------------------------------------------ | ------------------------------------------------------------------ | ------------------------------------------------------------------ | -------------------------------------------------------------------------------------- |
| 1906                                                      | Ateneo de Mahón                                                    | Club Mahonés                                                       | El Bólido                                                          | Disputat per 3 equips. Organitzat per l'Ateneu Científic, Literari i Artístic de Maó.  |
| 1908                                                      | Club Mahonés                                                       | Club Villacarlino                                                  | Robur                                                              | Disputat per 3 equips. Organitzat per l'Ateneu Científic, Literari i Artístic de Maó.  |
| 1909                                                      | Club Mahonés                                                       | Robur                                                              | --                                                                 | Disputat a partit únic. Organitzat per l'Ateneu Científic, Literari i Artístic de Maó. |
| 1916                                                      | Mahón FC                                                           | Espanya                                                            | --                                                                 | Disputat a partit únic. Organitzat pel Mahón FC.                                       |
| 1917                                                      | Organitzat pel Mahón FC, no va finalitzar.                         | Organitzat pel Mahón FC, no va finalitzar.                         | Organitzat pel Mahón FC, no va finalitzar.                         | Organitzat pel Mahón FC, no va finalitzar.                                             |
| 1923                                                      | US Mahón                                                           | Menorca FC                                                         | Levantino FC                                                       | Disputat per 4 equips. Organitzat pel Mahón FC                                         |
| Campionat de Menorca (Comitè Provincial Balear de Futbol) |                                                                    |                                                                    |                                                                    |                                                                                        |
| 1923-24                                                   | US Mahón                                                           | Mahón FC                                                           | CS Espanya                                                         | Disputat per 4 equips.                                                                 |
| 1924-25                                                   | Mahón FC                                                           | US Mahón                                                           | Zamora FC                                                          | Disputat per 8 equips.                                                                 |
| 1925-26                                                   | US Mahón                                                           | CS Espanya                                                         | CD Alayorense                                                      | Disputat per 5 equips.                                                                 |
| 1925-26 (esc.)                                            | Mahón FC                                                           | Zamora FC                                                          | Ciudadela FC                                                       | Disputat per 4 equips.                                                                 |
| Campionat de Menorca (Federació Balear de Futbol)         |                                                                    |                                                                    |                                                                    |                                                                                        |
| 1926-27                                                   | US Mahón                                                           | Mahón FC                                                           | CS Espanya                                                         | Disputat per 6 equips.                                                                 |
| 1927-28                                                   | US Mahón                                                           | Zamora FC                                                          | CS Espanya                                                         | Disputat per 3 equips.                                                                 |
| 1927-28 (esc.)                                            | Ciudadela FC                                                       | Mahón FC                                                           | CD Ferrerías                                                       | Disputat per 3 equips.                                                                 |
| 1928-29                                                   | US Mahón                                                           | Mahón FC                                                           | Ciudadela FC                                                       | Disputat per 4 equips.                                                                 |
| 1929-30                                                   | No disputat per l'expulsió dels equips menorquins de la Federació. | No disputat per l'expulsió dels equips menorquins de la Federació. | No disputat per l'expulsió dels equips menorquins de la Federació. | No disputat per l'expulsió dels equips menorquins de la Federació.                     |
| 1930-31                                                   | No disputat per l'expulsió dels equips menorquins de la Federació. | No disputat per l'expulsió dels equips menorquins de la Federació. | No disputat per l'expulsió dels equips menorquins de la Federació. | No disputat per l'expulsió dels equips menorquins de la Federació.                     |
| 1931-32                                                   | No disputat per l'expulsió dels equips menorquins de la Federació. | No disputat per l'expulsió dels equips menorquins de la Federació. | No disputat per l'expulsió dels equips menorquins de la Federació. | No disputat per l'expulsió dels equips menorquins de la Federació.                     |
| 1932-33                                                   | No disputat per l'expulsió dels equips menorquins de la Federació. | No disputat per l'expulsió dels equips menorquins de la Federació. | No disputat per l'expulsió dels equips menorquins de la Federació. | No disputat per l'expulsió dels equips menorquins de la Federació.                     |
| 1933-34                                                   | CD Ciutadella                                                      | US Mahón                                                           | FC Villacarlos                                                     | Disputat per 4 equips.                                                                 |
| 1934-35                                                   | CD Ciutadella                                                      | CD Menorca                                                         | US Mahón                                                           | Disputat per 6 equips.                                                                 |
| 1935-36                                                   | CD Ciutadella                                                      | CD Menorca                                                         | US Mahón                                                           | Disputat per 7 equips.                                                                 |
| 1936-37                                                   | No disputat per culpa de la Guerra Civil espanyola.                | No disputat per culpa de la Guerra Civil espanyola.                | No disputat per culpa de la Guerra Civil espanyola.                | No disputat per culpa de la Guerra Civil espanyola.                                    |
| 1937-38                                                   | No disputat per culpa de la Guerra Civil espanyola.                | No disputat per culpa de la Guerra Civil espanyola.                | No disputat per culpa de la Guerra Civil espanyola.                | No disputat per culpa de la Guerra Civil espanyola.                                    |
| 1938-39                                                   | No disputat per culpa de la Guerra Civil espanyola.                | No disputat per culpa de la Guerra Civil espanyola.                | No disputat per culpa de la Guerra Civil espanyola.                | No disputat per culpa de la Guerra Civil espanyola.                                    |
| 1939-40                                                   | No disputat.                                                       | No disputat.                                                       | No disputat.                                                       | No disputat.                                                                           |

*(s/t): Campionat inacabat. 

*(esc.): campionats d'equips escindits de la Federació

#### Palmarés
L'equip més llorejat és la Unió Esportiva Maó, amb un total de sis campionats. A gran distància li segueix l'extint CD Ciutadella, amb tres, i el Club Esportiu Menorca i el desaparegut Club Mahonés, amb dos. La rest d'equips de l'època figuren amb un sol títol.
Noms i banderes dels equips segons l'època.
| Equip                          | Títols | Subcampionats | Anys campionats                    | Anys subcampionats                       |
| ------------------------------ | ------ | ------------- | ---------------------------------- | ---------------------------------------- |
| US Mahón                       | 6      | 2             | 1923, 1924, 1926, 1927, 1928, 1929 | 1925, 1934                               |
| CD Ciutadella                  | 3      | 0             | 1934, 1935, 1936                   | --                                       |
| Menorca FC/Mahón FC/CD Menorca | 2      | 7             | 1925, 1926                         | 1923, 1924, 1927, 1928, 1929, 1935, 1936 |
| Club Mahonés                   | 2      | 1             | 1908, 1909                         | 1906                                     |
| Ateneo de Mahón                | 1      | 0             | 1906                               | --                                       |
| Mahón FC                       | 1      | 0             | 1916                               | --                                       |
| Ciudadela FC                   | 1      | 0             | 1928                               | --                                       |
| Zamora FC                      | 0      | 2             | --                                 | 1926, 1928                               |
| Club Villacarlino              | 0      | 1             | --                                 | 1908                                     |
| Robur                          | 0      | 1             | --                                 | 1909                                     |
| Espanya                        | 0      | 1             | --                                 | 1916                                     |
| CS Espanya                     | 0      | 1             | --                                 | 1926                                     |

En cursiva apareixen els campionats no oficials

### Campionat d'Eivissa i Formentera
A l'illa d'Eivissa i Formentera el desenvolupament del futbol va ser molt més a posteriori i precari que a les illes veïnes (no fou conegut fins 1920 i no va començar a estendre’s fins 1923). El Comitè Provincial Balear va establir un campionat regional federat l'any 1924, però només va durar una temporada. Des de llavors es varen disputar tornejos informals, sense periodicitat ni cap regulació, a càrrec d'iniciatives privades i amb equips d'escàs recorregut. Aquesta situació es va perllongar fins 1950, quan es va reimplantar la competició federada de manera definitiva.
L'únic club important aquests anys va ser la Societat Esportiva Eivissenca, federat entre 1933 i 1936, que va arribar a disputar la segona categoria del campionat regional de Mallorca per falta d'una estructura esportiva local competitiva.
En qualsevol cas, els equips de les Pitiüses no varen disputar el Campionat de Balears en cap ocasió.
Noms i banderes dels equips segons l'època.
| Temporada | Campió      | Segon    | Tercer       | Notes                  |
| --------- | ----------- | -------- | ------------ | ---------------------- |
| 1924-25   | FC Ibicenco | CD Ibiza | CD Ebusitano | Disputat per 3 equips. |